# Sofiane Boutebba
Sofiane Boutebba (en arabe : سفيان بوطبة) est un footballeur algérien né le 17 février 1989 à El Eulma dans la wilaya de Sétif. Il évolue au poste d'arrière gauche à l'USM Annaba.

## Biographie
Sofiane Boutebba évolue en première division algérienne avec les clubs du MC El Eulma, du DRB Tadjenanet, de l'ES Sétif et du NA Hussein Dey. Il dispute un total de 61 matchs en première division, inscrivant un but.

## Palmarès
| ES Sétif - Championnat d'Algérie (1) : - Champion : 2016-17. - Coupe d'Algérie : - Finaliste : 2016-17. |  | DRB Tadjenanet - Championnat d'Algérie D2 : - Vice-champion : 2014-15. |